# テラプレイン
テラプレイン（Terraplane）は、1980年代にイングランド・ロンドンで活動したロック・バンド。5人のミュージシャンで構成され、1988年に解散するまでに2枚のアルバムをリリースした。バンドには、後にハードロック・バンドのサンダーを結成することになる3人のミュージシャンが在籍していた。
彼らは、ヴェルニゲローデを拠点とするドイツのサイケデリック・グルーヴ・ロック・バンド、Terraplaneとは別物である。こちらのTerraplaneは、2000年から2007年にかけて『Psychedelic Wonderland』『Into the Unknown』『Low Tide and Shockwave』という3枚のアルバムをリリースしている。

## 略歴
ボーカルのダニー・ボウズ、ギタリストのルーク・モーリー、ドラマーのハリー・ジェイムズ、ベーシストのニック・リンデンがオリジナル・レコーディング・ラインナップであった。インディーズ・レーベル「City」からシングルをリリースした後、すぐにエピック・レコードと契約した。長らく延期されていたデビュー・アルバムのレコーディングがほぼ完了した頃、セカンド・ギタリストのルディ・リヴィエールが加入し、1曲のみ参加した。ファースト・スタジオ・アルバム『ブラック&ホワイト』（オリジナルのタイトルは『Talking to God on the Great White Telephone』）は、1986年1月にエピック・レコードからリリースされ、批評家から好評を博した。しかし、1987年になるとレーベル側はバンドに対し、ソウルフルな方向性のアルバムをリリースするようプレッシャーをかけ始め、結果としてリリースされたアルバム『ムーヴィング・ターゲット』はファン層の支持を失ってしまった。
モーリー、ボウズ、ジェイムズの3人は1989年に再び結集し、サンダーを結成した。3人は2023年12月現在もこのバンドに所属している。

## ディスコグラフィ

### スタジオ・アルバム
- 『ブラック&ホワイト』 - Black and White (1985年、Epic) ※全英アルバムチャート 74位[3]
- 『ムーヴィング・ターゲット』 - Moving Target (1987年、Epic)

### コンピレーション・アルバム
- We Survive (2005年、Castle)
- The Singles Collection (2011年、Lemon)

### シングル
- "I Survive" (1983年) [b/w "Gimme The Money", "Turn Me Loose", "I Want Your Body"] ※全英 108位
- "I Can't Live Without Your Love" (1985年) ※全英 78位
- "When You're Hot" (1985年) ※全英 186位
- "Talking to Myself" (1985年) ※全英 103位
- "If That's What It Takes" (1986年) ※全英 106位
- "Good Thing Going" (1987年) ※全英 131位
- "Moving Target" (1987年) ※全英 188位